# 2012年2月澳門電訊網絡故障事件
2012年澳門電訊網絡故障事件發生於2012年2月6日下午，由於澳門電訊於因其機站的IP核心網絡發生故障而影響使用其網絡客戶的通訊服務及澳門互聯網服務達六小時的事件。事件暴露了澳門電訊欠缺危機意識以及向當局的通報機制問題。澳門電信管理局局長陶永強形容这次網絡故障事件是「澳門流動電話發展史以來較為嚴重的事件」；澳門電訊也就事件需向電信管理局繳交合共80萬澳門元罰款。

## 事件經過
2012年2月6日澳門時間約於下午4時30分，使用澳門電訊網絡2G制式的手提電話受到網絡故障影響無法撥打和接收電話外，使用其網絡的3G制式的手提電話被轉至2G制式或無法接收網絡信號，最嚴重的是澳門緊急求助電話也受影響；由澳門電訊專營的互聯網服務也出現斷線以致無法連線情況。此外，澳門有銀行因網絡故障而無法提供銀行服務外，更有自動櫃員機未能運作。
即使網絡故障影響甚廣，但澳門電訊於下午五時及傍晚六時才分別向澳門電信管理局及發出新聞稿通報其網絡出現故障及其影響範圍；電信管理局獲悉後除了督促澳門電訊儘快恢復服務外，還啟動嚴重事態緊急處理機制及邀請外地網絡通信專家趕到澳門協助處理故障。雖然澳門電訊是專營澳門固網服務的營運商，但澳門數碼通、澳門和記電訊以及中國電信三間流動電話服務供應商的流動電話網絡傳輸服務出現緩慢情況，而通話服務則未有受到影響。澳門電訊最終於當晚約十時半表示已全面恢復正常服務，令事件影響超過六句鐘；惟有澳門居民於翌日仍向澳門電訊表示部分地區未能提供正常服務。

## 事後跟進
澳門電訊聯同澳門電信管理局於事發當晚七時在氹仔澳門電訊大樓召開記者會交待網絡故障事件由於該網絡傳輸途徑主要透過機站連接IP核心網絡而進行傳輸；而該核心網絡七個主幹點的數個主幹點於2012年2月6日下午4時10分出現故障，導致網絡開始「大塞車」情況；席上的財務副總裁葉明旺在記者會上向澳門居民及受事件影響的客戶鞠躬致歉；電信管理局局長陶永強則表示待查明故障原因後方會決定是否處罰澳門電訊。
澳門電訊行政總裁潘福禧於事發翌日的記者會上表示就網絡故障事件而向於2012年2月6日或之前的用戶作出一次性減收措施 ：互聯網用戶減收三月份月費15%；3G及2G月費客戶則減收三月份月費四分之一，而使用預付卡客戶則額外獲得本地免費通話時間100分鐘。澳門電訊於事件發生後第三日在澳門報章《澳門日報》頭版刊登整版道歉啟事。
電信管理局在事後委派當局職員以及邀請澳門大學科技學院專家和教授就是次故障事件組成一個專責的獨立調查小組；調查小組透過多方個形式與澳門電訊進行調查事故原因。此外，調查小組也參考該電訊商使用的系統供應商的最終報告而作出一份獨立調查報告。
電信管理局聯同澳門大學科技學院於6月1日就是次故障事件公布獨立調查報告；報告表示澳門電訊的員工為配置虛擬專用區域網絡服務（簡稱VPLS）的過程中，錯誤地輸入參數數據，以及沒有按既定程序進行而引致事件發生；報告也提及電訊商在相關技術人員無論在人數、認知以及培訓方面均是不足外，對VPLS的風險管理及驗證機制不完善，最後也表示在事發後在應變時的交通安排上的不足也間接導致影響時間較長的另一個原因。

## 事件處理
澳門電訊於5月31日收到電信管理局就是次網絡故障事件而處罰的公函；電信管理局因應影響範圍大及其時間性，在公布獨立調查報告當日向外宣布按澳門第41/2011號行政法規第十四條第二款（六）項的「基於可直接歸責於獲發牌照實體的原因，未經許可而全部或部分中止經營獲發牌照的固定公共電信網絡及所提供的相關服務」以及第十九條（九）項的「確保其固定公共電信網絡的運作安全及維持其完整性」向澳門電訊罰款50萬澳門元以及該電訊商違反公共電信服務特許合同第八條款第一款的「被特許人必須遵守本地區現行的法例，以及在電訊方面約束本地區的國際電訊條約、公約、協議及規章，不論有關條約、公約、協議及規章採取何種形式」而另罰30萬澳門元，因而澳門電訊在事件中被當局罰款合共80萬澳門元，而電信管理局局長陶永強表示最高罰款可達130萬元。澳門電訊面對被罰則表示在研究相關條文後方作跟進及處理。

## 事件表態

### 澳門政府官員
電信管理局局長陶永強形容是次網絡故障服務是澳門流動電話發展以來較為嚴重的網絡故障；而對於澳門電訊的一次性減收措施表示是「道歉而非賠償」及「如何賠償也無法補償」，也不是「有效解決方法」；而他也建議澳門電訊建立一套新的IP核心網絡系統。而澳門保安司司長張國華於故障事件翌日證實澳門電訊在事發當日沒有向該司通報，但澳門警方在發現情況後加派警員及車輛巡邏市面。

### 團體組織
澳門計算機商會理事長歐家輝表示澳門政府及澳門電訊應設立數據後備中心，以防止類似事件發生；而澳門工會聯合總會民生關注組成員林宇滔則表示政府需建立一套有效的事故應急及通報協調機制。澳門中華總商會理事長高開賢表示無法計算澳門商界就事件帶來的損失；而監事長鄭志強對是次故障事件「感到震驚」及「不能接受」。他們表示澳門電訊作為澳門公共服務供應商應盡應有社會責任；而工人民生力量聯合工會、扎鐵工會及五邑鄉親同盟會指責當局監管不善，其四名代表成員於事件發生後第二日到電信管理局示威。
在獨立調查報告公布後，澳門公用事業關注協會鄭仲輝表示當局向電訊商罰款80萬並無阻嚇力，他也建議當局需設立一套評分參考準則。群力智庫常務理事雷民強則表示電訊商被罰80萬不足與事件影響性掛勾。

### 議員
多位澳門立法會議員均指責澳門電訊在事件上帶來的影響。高天賜批評澳門電訊服務的穩定及安全性以及顯示當局在監管上出現問題；而鄭志強則批評澳門電訊沒有後備設施外，並指出在危機處理意識及應變能力薄弱。區錦新表示當局需就是次事件作出檢討外，建議澳門電訊應作相應經濟賠償；而吳國昌則表示關注澳門固網電訊專營合約、澳門的電訊市場競爭性等問題外，也促請澳門政府以光纖取代澳門現有的固網管網。在獨立調查報告公布後，李從正不滿意報告淡化電訊商技術員工出錯而導致事件外，證明澳門電訊在多方面均不達標而並質疑當局的管理能力。

### 社會輿論
受到網絡故障影響，使用澳門電訊網絡的用戶紛到其門市查詢並斥責澳門電訊未有即時向用戶對外公布網絡故障。有澳門網民對於網絡服務被中斷超過六小時而在社交網站及互聯網討論區指澳門電訊「太過份」及沒有應急措施外，更有批評澳門電訊「收錢絕不手軟，網絡隨時中斷」及需作賠償的訴求；還有疑似受到恐怖襲擊、太陽風暴影響等言論。有居民表示儘管澳門電訊提供一次性減收措施，仍會考慮轉至澳門其他電訊網絡服務供應商。

## 資料來源
1. 1 2  . 濠江日報. 2012年2月8日: A4  [2012年6月2日]. （原始内容存档于2016年3月9日） （中文（繁體））.
2. 1 2 3 4  . 澳門日報. 2012年2月7日  [2012年6月2日]. （原始内容存档于2012年4月11日） （中文（繁體））.
3. 1 2  . 澳門日報. 2012年2月8日 （中文（繁體））.[]
4. ↑  . 澳門日報. 2012年2月7日  [2012年6月2日]. （原始内容存档于2012年2月11日） （中文（繁體））.
5. ↑  . 澳門日報. 2012年2月7日  [2012年6月2日]. （原始内容存档于2012年3月11日） （中文（繁體））.
6. ↑  . 澳門日報. 2012年2月7日  [2012年6月2日]. （原始内容存档于2012年3月11日） （中文（繁體））.
7. ↑  . 澳門日報. 2012年2月8日  [2012年6月2日]. （原始内容存档于2012年3月12日） （中文（繁體））.
8. ↑  . 澳門日報. 2012年2月7日  [2012年6月2日]. （原始内容存档于2012年3月11日） （中文（繁體））.
9. 1 2  . 華僑報. 2012年2月7日  [2012年6月2日]. （原始内容存档于2016年3月8日） （中文（繁體））.
10. ↑  . 澳門電訊.   [2012-03-24]. （原始内容存档于2016-03-04） （中文（繁體））.
11. ↑  . 澳門日報. 2012年2月8日  [2012年6月2日]. （原始内容存档于2012年4月12日） （中文（繁體））.
12. 1 2 3 4  . 新華澳報. 2012年6月2日: P01  [2012年6月2日]. （原始内容存档于2015年5月12日） （中文（繁體））.
13. ↑  . 華僑報. 2012-06-02: 11 （中文（繁體））.
14. ↑  . 澳門日報. 2012-06-02: A01  [2012-06-02]. （原始内容存档于2012-06-05） （中文（繁體））.
15. ↑  . 電信管理局官方網頁. 2004-07-15  [2012-06-02]. （原始内容存档于2012-07-31） （中文（繁體））.
16. ↑   (PDF). 澳門政府公報. 2011-12-30, (52/2011)  [2012-06-02]. （原始内容存档 (PDF)于2017-05-19） （葡萄牙语）.
17. ↑  . 華僑報. 2012-06-02: 11 （中文（繁體））.
18. ↑  . 市民日報. 2012年2月9日  [2012年6月2日]. （原始内容存档于2012年9月10日） （中文（繁體））.
19. ↑  . 澳門日報. 2012-06-02: A01  [2012-06-02]. （原始内容存档于2012-06-05） （中文（繁體））.
20. ↑  . 中國新聞社. 2012年2月9日  [2016-05-18]. （原始内容存档于2017-03-28） （中文（繁體））.
21. ↑  . 澳門日報. 2012年2月9日  [2012年6月2日]. （原始内容存档于2012年2月14日） （中文（繁體））.
22. ↑  . 澳門日報. 2012年2月8日  [2012年6月2日]. （原始内容存档于2012年9月3日） （中文（繁體））.
23. ↑  . 正報. 2012年2月8日  [2012-06-02]. （原始内容存档于2015-05-11） （中文（繁體））.
24. ↑  . 新華澳報. 2012年2月8日  [2012年6月2日]. （原始内容存档于2015年5月12日） （中文（繁體））.
25. ↑  . 澳門日報. 2012年2月8日  [2012年6月2日]. （原始内容存档于2012年9月6日） （中文（繁體））.
26. ↑  . 澳門日報. 2012-06-02: A03  [2012-06-02]. （原始内容存档于2012-06-05） （中文（繁體））.
27. ↑  . 華僑報. 2012年2月8日  [2012年6月2日]. （原始内容存档于2016年3月7日） （中文（繁體））.
28. ↑  . 華僑報. 2012年2月8日  [2012年6月2日]. （原始内容存档于2016年3月9日） （中文（繁體））.
29. ↑  . 市民日報. 2012年2月9日 （中文（繁體））.[]
30. ↑  . 澳門日報. 2012-06-02: A03  [2012-06-02]. （原始内容存档于2012-06-05） （中文（繁體））.
31. ↑  . 澳門日報. 2012年2月7日  [2012年6月2日]. （原始内容存档于2012年3月11日） （中文（繁體））.
32. ↑  . 澳門日報. 2012年2月9日  [2012年6月2日]. （原始内容存档于2012年2月14日） （中文（繁體））.